# Meteorito EETA 79001
El meteorito EETA 79001 es un meteorito hallado en la Antártida el 13 de enero de 1980. Era proveniente del planeta Marte y con sus 7,9 kilogramos es el segundo meteorito marciano más grande.
Es del tipo Shergottitas y tiene una antigüedad de 180 millones de años habiendo llegado a la Tierra desde Marte hace unos 600.000 años atrás.